# Arrondissement di Verdun
L'arrondissement di Verdun è una suddivisione amministrativa francese, situata nel dipartimento della Mosa e nella regione del Grand Est.

## Composizione
L'arrondissement di Verdun raggruppa 255 comuni in 15 cantoni:
- cantone di Charny-sur-Meuse
- cantone di Clermont-en-Argonne
- cantone di Damvillers
- cantone di Dun-sur-Meuse
- cantone di Étain
- cantone di Fresnes-en-Woëvre
- cantone di Montfaucon-d'Argonne
- cantone di Montmédy
- cantone di Souilly
- cantone di Spincourt
- cantone di Stenay
- cantone di Varennes-en-Argonne
- cantone di Verdun-Centre
- cantone di Verdun-Est
- cantone di Verdun-Ovest